# Каменка (Кизильский район)
Каменка — посёлок в Кизильском районе Челябинской области России. Входит в состав Богдановского сельского поселения.

## География
Посёлок находится на юге Челябинской области, в пределах юго-восточных предгорий Южного Урала, в степной зоне, на левом берегу реки Каменки (приток Урала), на расстоянии примерно 22 километров (по прямой) к юго-юго-востоку (SSE) от села Кизильского, административного центра района. Абсолютная высота — 337 метров над уровнем моря.
Климат
Климат резко континентальный с сухим жарким летом и суровой зимой. Среднегодовое количество осадков — 266 мм. Средняя температура самого холодного месяца (января) составляет −17,9 °С, самого тёплого (июля) — 19,9 °С.

## Население
| 2002 | 2010 |
| ---- | ---- |
| 146  | ↘103 |

Гендерный состав
По данным Всероссийской переписи населения 2010 года в гендерной структуре населения мужчины составляли 48,5 %, женщины — соответственно 51,5 %.
Национальный состав
Согласно результатам переписи 2002 года, в национальной структуре населения башкиры составляли 47 %; казахи — 34 %.

## Улицы
Уличная сеть посёлка состоит из трёх улиц.